# Dziewcza Góra (ścieżka dydaktyczna)
Dziewcza Góra – ścieżka dydaktyczna w gminie Czerwonak, pow. poznański, woj. wielkopolskie.

## Charakterystyka

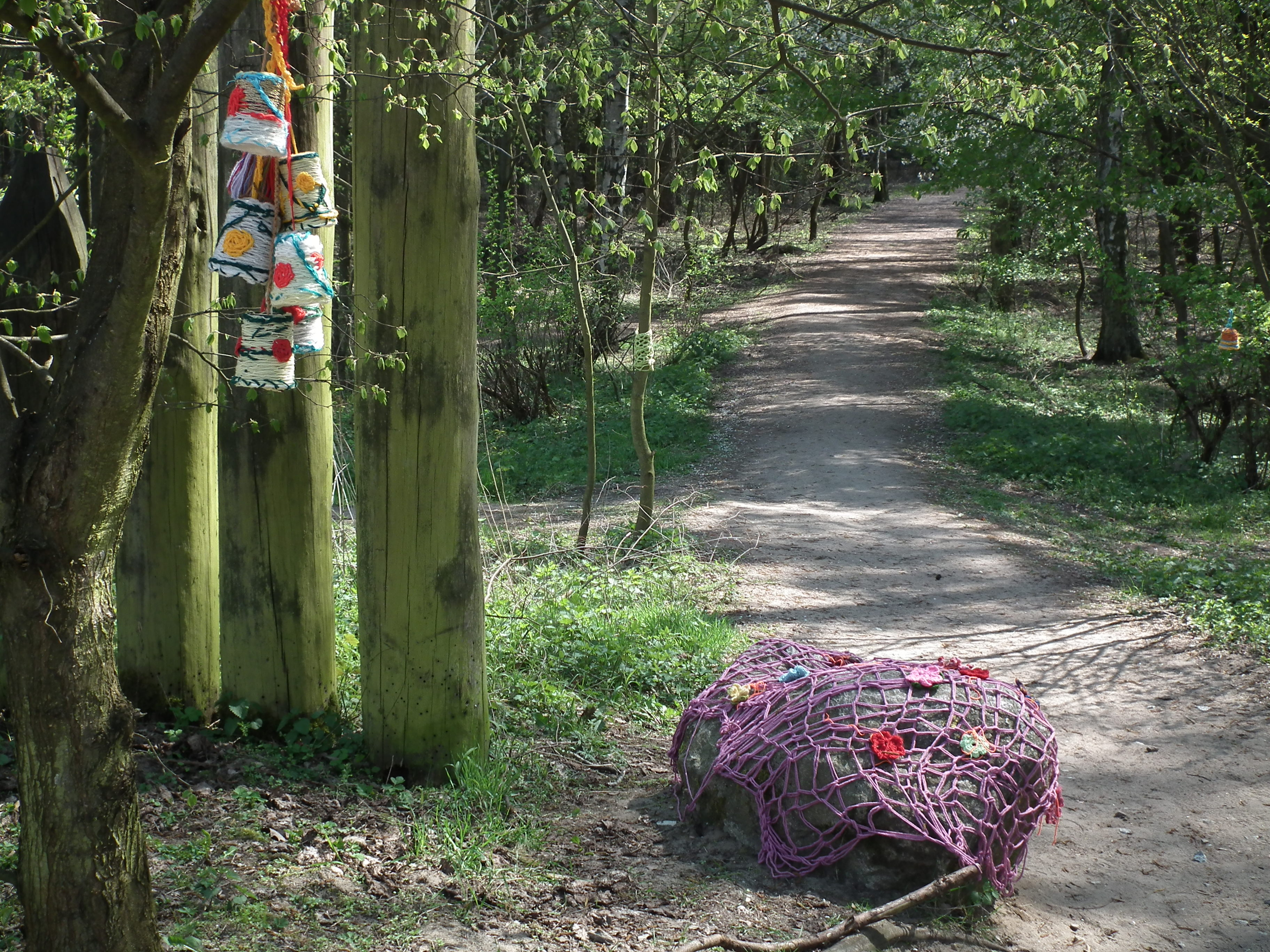
Wejście od parkingu w kierunku partii szczytowej

Nazwa ścieżki jest staropolskim odpowiednikiem dzisiejszej nazwy drugiego pod względem wysokości w okolicach Poznania wzniesienia – Dziewiczej Góry. Ścieżka rozpoczyna się przy parkingu samochodowym pod Dziewiczą Górą (143 m n.p.m.) w Czerwonaku i prowadzi lasami do leśniczówki Annowo tworząc dwa warianty szlaku. Przy leśniczówce umieszczono „leśną klasę” im. Augusta Cieszkowskiego. 

## Przystanki
Ścieżka ma 15 przystanków:
- Parking Dziewicza Góra
- Szczyt Dziewiczej Góry
- Mrowisko
- Urządzenia gospodarki łowieckiej
- Drzewostan nasienny
- Odnowienie naturalne lasu
- Sosny – pomniki przyrody
- Kamień – pożarzysko
- Skrzynki lęgowe
- Dąbrowa
- Historyczne miejsce po klasztorze Dziewicza Góra
- Drzewostan jaworowy
- Leśna klasa im. Augusta Cieszkowskiego
- Leśnictwo Annowo – zespół pomników przyrody
- Sposoby zagospodarowania drzewostanów, odnowienie gniazd, ochrona przed zwierzyną